# Alfred Abel
Alfred Peter Abel, född 12 mars 1879 i Leipzig, död 12 december 1937 i Berlin, var en tysk skådespelare och regissör. Abel är främst känd för sin roll som statsöverhuvudet Joh Fredersen i Fritz Langs stumfilm Metropolis 1927. Han medverkade dock i många andra filmer och gjorde totalt i runt 140 rolltolkningar på film.

## Filmografi (i urval)
- 1919 – Brott och brott
- 1922 – Dr. Mabuse, der Spieler
- 1922 – Fantom
- 1923 – Storhertigens finanser
- 1927 – Metropolis
- 1928 – Pengar
- 1930 – Dolly gör karriär
- 1931 – Mary
- 1931 – Wien dansar och ler
- 1931 – Kvinnan bakom allt
- 1932 – Bröllopsnatten
- 1933 – Den lilla svindlerskan
- 1937 – De sju örfilarna